# Louis Nicolas Robert
Louis Nicolas Robert (Parigi, 2 dicembre 1761 – Vernouillet, 8 agosto 1828) è stato un inventore francese.

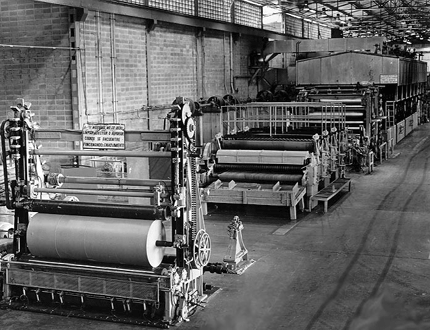
La macchina di Louis Nicolas Robert

Nel 1798 progettò e realizzò la prima macchina continua per la produzione di carta, in grado di produrre fogli della lunghezza da 12 a 15 m; la sua macchina fornì la base per la realizzazione della macchina Fourdrinier.

## Biografia
Arruolatosi nell'esercito all'età di 19 anni, prese parte alla Guerra d'indipendenza americana; al suo ritorno, venne prima assunto a Parigi nella tipografia di Pierre François Didot e successivamente nella cartiera Didot-Sant-Léger di Essonnes. Questa carteria era molto importante e contava all'epoca più di 300 operai ed era il principale fornitore del Ministero delle Finanze; nel 1798, le difficoltà finanziarie del Governo portavano a stampare sempre più danaro ed il Ministero premeva per aumentare la produzione della carta necessaria. Robert venne quindi mandato nella cartiera di Essonnes con l'incarico di trovare una soluzione al problema.
Sostenuto ed incoraggiato da Didot Saint-Léger, che gli mette a disposizione i capitali, la sua fabbrica e il suo personale, incoraggiandolo soprattutto nella direzione di una macchina che impieghi pochi operai, Robert progredisce nel progetto e il 9 settembre 1798 presenta al ministro Nicolas-Louis François de Neufchâteau due fogli di carta prodotti con la sua macchina. Egli dichiara che la sua invenzione semplifica le operazioni, rendendo la manutenzione meno dispendiosa e soprattutto fabbricando carta di dimensioni straordinarie senza l'intervento di alcun operaio e con mezzi puramente meccanici.
Il brevetto della macchina viene depositato il 18 gennaio 1799: si tratta del primo brevetto di quel genere ed a Robert viene accordato un contributo di 4 000 franchi.
Il principio della macchina è relativamente semplice e riproduceva il procedimento manuale di fabbricazione della carta: la pasta carta, già raffinata, viene versata in una tramoggia ed una ruota a tazze la versa su una fine griglia in rotazione che permette lo sgocciolamento della parte eccedente della stessa. Successivamente il foglio in lavorazione viene pressato tra due cilindri ricoperti di feltro e va ad arrotolarsi su un cilindro posto all'estremità dell'impianto.
Questa macchina agli inizi era poco efficiente e Robert pensò di abbandonare le sue ricerche. A questo punto Didot si offrì di acquistare il brevetto e si associò con un suo cognato inglese per sfruttarlo, rilasciandogli una cambiale. I fratelli Fourdrinier perfezionarono la macchina e depositarono a loro volta due brevetti, questa volta in Gran Bretagna.
Una causa intentata nel 1810 da Robert, che non aveva ricevuto da Didot alcun pagamento, gli riconsegnò la proprietà del brevetto, ma questo in effetti risultava ormai superato dai perfezionamenti dei Fourdrinier brevettati in Gran Bretagna. In definitiva Robert non riuscì ad avere mai alcun riscontro economico dalla sua invenzione e per vivere svolse fino alla sua morte l'attività di istitutore a Vernouillet.